# SAT Airlines
SAT Airlines (in russo Авиакомпания "Сахалинские Авиатрассы?), era una compagnia aerea con base tecnica all'Aeroporto di Južno-Sachalinsk-Chomutovo, nell'oblast' di Sachalin, in Russia.
Nel dicembre 2013 è stata accorpata per decisione governativa a Vladivostok Avia ed insieme hanno formato Aurora Airlines.

## Strategia
La compagnia aerea SAT Airlines effettuava il servizio del trasporto aereo passeggeri in Russia Orientale e negli stati confinanti: Giappone, Cina, Corea del Sud con l'hub principale a Južno-Sakhalinske con hub secondario a Chabarovsk. La SAT effettuava anche i voli charter per la compagnia aerea russa Aeroflot.
Nel periodo gennaio - giugno 2010 gli aerei della SAT Airlines hanno trasportato 119 500 passeggeri mostrando una crescita di 15% dovuta in gran parte al ritiro dal mercato di Estremo Oriente Russo dell'Aeroflot a partire dall'aprile 2010.
Nel 2010 la SAT Airlines ha trasportato 294 401 passeggeri, il 26,8 % in più rispetto al 2009. Gli aerei della compagnia aerea russa hanno effettuato 6665 voli trasportando 3203 tonnellate di merce.
Nell'ottobre 2011 la compagnia aerea SAT Airlines è stata nazionalizzata dall'Aeroflot insieme con la compagnia aerea russa Saravia.
Aurora Airlines è stata concepita sulla base della SAT Airlines e della Vladivostok Avia per creare la principale compagnia aerea nell'estremo oriente della Federazione Russa.

## Flotta

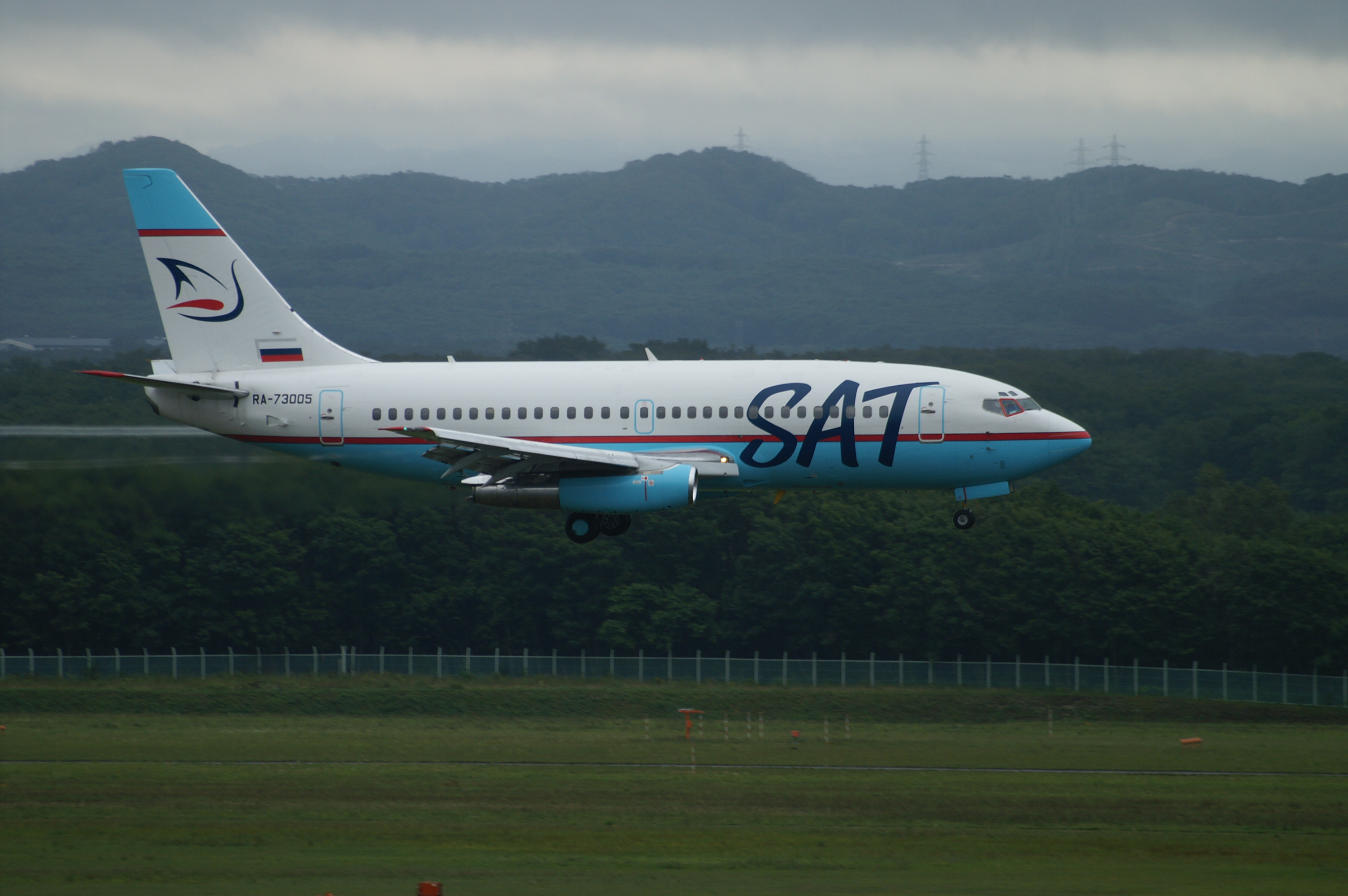
Boeing 737-200 nella livrea storica della SAT Airlines.

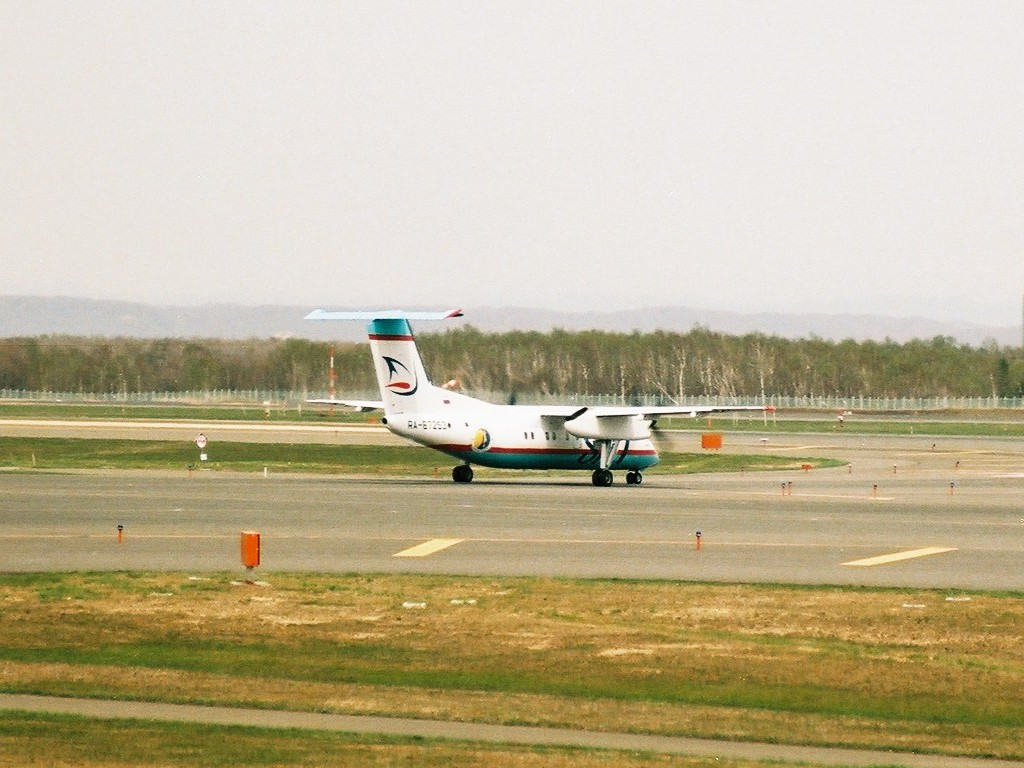
Bombardier De Havilland Dash DHC-8 Q200 nella livrea storica della SAT Airlines all'Sapporro-Shin-Chitose, Giappone.

### Aerei
- 2 Bombardier De Havilland Dash DHC-8-200
- 4 Bombardier De Havilland Dash DHC-8-300
- 2 Bombardier De Havilland Dash DHC-6 Twin Otter
- 9 Airbus A319
- 2 Boeing 737-200
- 1 Boeing 737-500

### Elicotteri
- Mil Mi-8MTV-1
- Kamov Ka-32

### Flotta storica
- Airbus A310
- Antonov An-12
- Antonov An-24RV